# Evessen
Evessen est une municipalité allemande du land de Basse-Saxe et de l’arrondissement de Wolfenbüttel. En 2015, elle comptait 1 292 habitants.

## Source
- (de) Cet article est partiellement ou en totalité issu de l’article de Wikipédia en allemand intitulé « Evessen » (voir la liste des auteurs).